# Finnøy
Finnøy was tot 2020 een gemeente in de Noorse provincie Rogaland.De gemeente telde 3235 inwoners in januari 2017. De meeste inwoners leven op een van de 15 eilanden. Zeven daarvan behoren tot de archipel Sjernarøyane.
Finnøy grensde in het noorden aanTysvær en Suldal, in het oosten aan Hjelmeland, in het zuiden aan Strand en Rennesøy en in het westen aan Bokn. In 2020 werd Finnøy samen met Rennesøy bij Stavanger gevoegd.